# تاتی کاستیانوس
والنتین کاستیانوس (به اسپانیایی: Valentín Castellanos‎؛ زادهٔ ۳ اکتبر ۱۹۹۸) بازیکن فوتبال اهل آرژانتین است که برای باشگاه لاتزیو بازی می‌کند.

## باشگاهی
از باشگاه‌هایی که در آن بازی کرده‌است می‌توان به اونیورسیداد شیلی، نیویورک سیتی و ژیرونا اشاره کرد.

## تیم ملی
وی همچنین در تیم ملی فوتبال زیر ۲۳ سال آرژانتین بازی کرده‌است.